# فراناخ
فراناخ (به آلمانی: Frannach) یک منطقهٔ مسکونی در اتریش است که در زودوست‌اشتایرمارک واقع شده‌است. فراناخ ۸٫۰۴ کیلومتر مربع مساحت دارد ۳۱۶ متر بالاتر از سطح دریا واقع شده‌است.